# Льонок Річарда
Льонок Річарда  (Linaria ricardoi) — дуже рідкісний португальський ендемічний вид рослин, один з видів льонків. Основна зона поширення цього виду знаходиться поблизу регіону Бежа (Baixo Alentejo).

## Опис
Однорічна або дворічна рослина, гола або залозисто-опушена. Стебло як гомофорфне, так і гетероморфне. Квітки зигоморфні, похилені до основи або сидячі. Від інших видів льонка відрізняється в першу чергу насінням та формою квітів.

## Екологія
Росте на поля, залогах та луках в традиційних або відновлених оливкових гаях, рідко на набережних і узбіччях, переважно на вапняних ґрунтах. Цвіте в березні-травні. Є лише декілька відомих популяцій Linaria ricardoi, розподілених у межах метапопуляції. Хоча місцями він може бути рясним, зміни в землекористуванні (інтенсифікація) в цьому регіоні становлять серйозну загрозу для його збереження.

## Охорона
Linaria ricardoi охороняється в Європі і занесений до Додатку І Бернської конвенції (охоронна категорія: вид підлягає особливій охороні), а також до Директиви Європейського Союзу 92/43/ЄС «Про збереження природних оселищ та видів природної фауни і флори» (Додаток ІІ. Види рослин і тварин, що становлять особливий інтерес для Європейського Союзу, збереження яких потребує створення територій особливої охорони).